# 燉奶

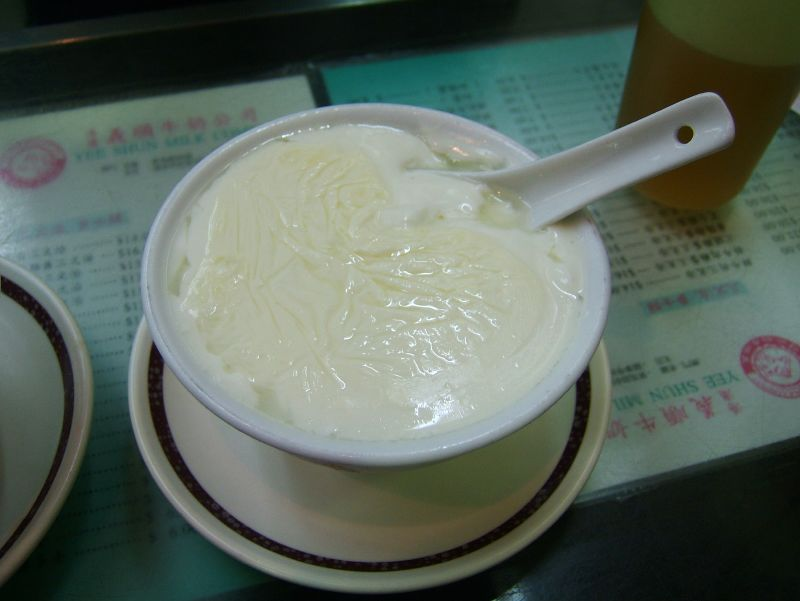
燉奶

蛋白燉牛奶簡稱燉奶，製程中僅使用蛋白而不使用蛋黃，是廣東一帶之甜品。
內容物主要包含蛋白、牛奶及糖，冷食、熱食皆宜。

## 相似甜品
- 燉蛋
- 雞蛋糖水
- 豆花
- 布丁
- 雙皮奶